# 5.ª Divisão de Exército
A 5ª Divisão de Exército (5ª DE) é uma divisão do Exército Brasileiro sediada em Curitiba, Paraná e subordinada ao Comando Militar do Sul. Ela controla as forças nos estados do Paraná e Santa Catarina, com três brigadas: a 5.ª de Cavalaria Blindada, em Ponta Grossa, 14.ª de Infantaria Motorizada, em Florianópolis, e 15.ª de Infantaria Mecanizada, em Cascavel. A divisão tem existência autônoma desde 2014, e antes desse ano seu comando era unido ao da 5.ª Região Militar.
Duas de suas brigadas, a 5.ª de Cavalaria e 15.ª de Infantaria, são forças de emprego estratégico do Exército. A 5.ª é uma das duas brigadas blindadas do país, contando com carros de combate Leopard 1. A 15.ª, situada no oeste paranaense, é responsável pela região da Tríplice Fronteira e da usina de Itaipu, contando com blindados VBTP-MR Guarani. A 14.ª de Infantaria é o principal comando do Exército em Santa Catarina.

## História
A 5.ª DE só tem existência autônoma desde 2014, mas seu histórico oficial, ao mesmo tempo que a descreve como a “mais moderna do Exército Brasileiro”, lista comandantes desde 1891, pois antes de 2014 a divisão existia unida ao comando da 5.ª Região Militar, com a abreviatura de “5.ª RM/DE”, ou, antes de 1971, “5.ª RM/DI” (Divisão de Infantaria). Esse arranjo era típico de regiões de menor prioridade.
Na organização à época da República Velha, havia uma 5.ª Divisão em Curitiba desde 1919, comandando as guarnições, segundo a legislação, da 2.ª Circunscrição Militar (atual 5.ª RM) e da 6.ª e 7.ª Regiões Militares, ou seja, os estados do Acre, Amazonas, Pará, Maranhão, Piauí, Ceará, Rio Grande do Norte, Paraíba e Pernambuco. Tal organização nunca existiu de fato. Somente em 1938 a organização formal foi restrita ao Paraná e Santa Catarina, com uma Infantaria Divisionária sediada em Ponta Grossa e composta do 13.º Regimento de Infantaria (RI) e 13.º, 14.º e 15.º Batalhões de Caçadores (BCs).
Em 1960 essa divisão tinha três regimentos de infantaria, o 13.º, 20.º e 23.º, mas o primeiro só tinha dois batalhões, o segundo só tinha um e o último era apenas um núcleo. Havia também o 5.º Regimento de Obuses de 105 mm (RO 105) e o 5.º Batalhão de Engenharia de Combate (BE Cmb). Os batalhões de caçadores eram dois, o 13.º e 14.º, ambos subordinados à 5.ª RM e não à 5.ª DI. Estas forças eram muito menos numerosas que as presentes no Rio Grande do Sul, e sua distribuição no território era desigual, concentrando-se em Curitiba e no centro-sul paranaense. O Paraná e Santa Catarina formavam um corredor propício à passagem de exércitos de fora.
Nas reformas militares da ditadura, a 5.ª DI tornou-se Divisão de Exército e seu comando de Infantaria Divisionária tornou-se a 5.ª Brigada de Infantaria Blindada (Bda Inf Bld) em 1971. Outras unidades na região foram reunidas no Grupamento do Leste Catarinense (em Florianópolis) e 2.º Grupamento de Fronteira (em Cascavel, no oeste paranaense), em 1972. Ao final de 1980, os grupamentos foram transformados em brigadas de infantaria motorizada, respectivamente a 14.ª e 15.ª.
Afora essas brigadas, havia o 27.º Batalhão Logístico, o 5.º BE Cmb e a Artilharia Divisionária (AD/5), que passou a ser composta apenas do 15.º Grupo de Artilharia de Campanha (GAC), o antigo 1.º Grupo do 5.º RO 105. Esse grupo trocou seus obuseiros M101, de 105 mm, pelos M114, de 155 mm, em 1981, e em seguida pelos M109 A3 de 155 mm em 2000, tornando-se de artilharia autopropulsada. Em 1988 o 14.º Regimento de Cavalaria Mecanizado foi transferido de Dom Pedrito, Rio Grande do Sul, a São Miguel do Oeste, em Santa Catarina, como parte do programa Força Terrestre 90.

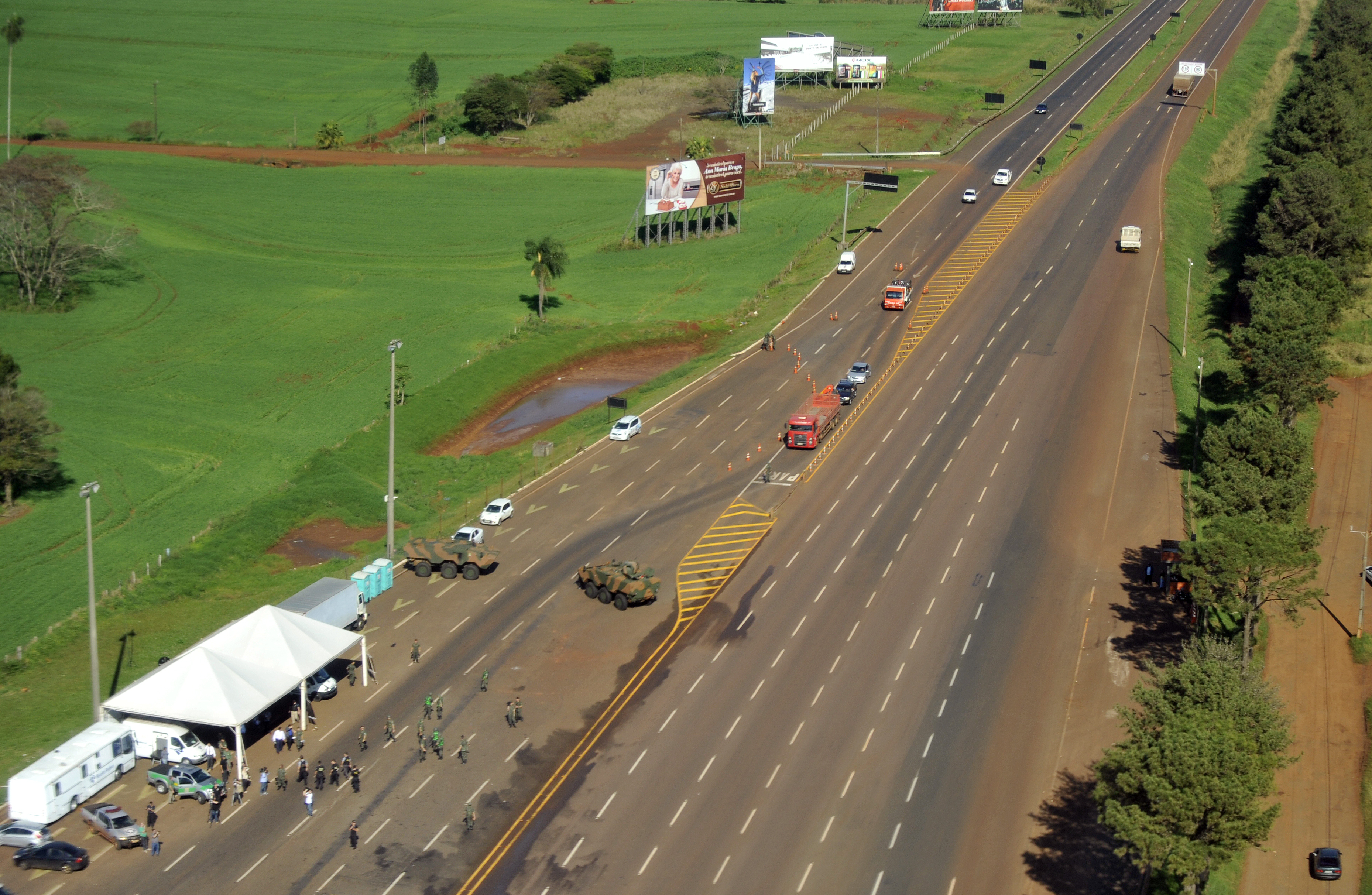
Bloqueio rodoviário na Operação Ágata 9, em 2015

Esse programa e seu sucessor, o Força Terrestre 2000, planejaram uma expansão militar nessa área, com a transferência da 5.ª Brigada de Cavalaria Blindada (Bda C Bld) do Rio de Janeiro ao Paraná, e em Santa Catarina, a criação da 7.ª Brigada de Cavalaria Mecanizada e 12.ª Divisão de Exército. Mas essa época só permitiu a transformação, e não expansão da força. Não houve brigada nova. A 5.ª Bda C Bld, no Rio de Janeiro, foi extinta, e a 5.ª Bda Inf Bld no Paraná adotou esse nome. A 15.ª Brigada tornou-se de infantaria mecanizada a partir de 2013.
A partir dos anos 2010, a divisão coordena a parte local da Operação Ágata, um esforço interagências de repressão aos crimes transnacionais. A 5.ª DE representa a parcela do Exército na responsabilidade pelas fronteiras no Paraná e Santa Catarina, inclusive na repressão às rotas do narcotráfico atrávés do oeste paranaense ao restante do Brasil e ao porto de Paranaguá.
| Comando da 5.ª Divisão de Exército - Curitiba - Base de Administração e Apoio da 5.ª Divisão de Exército - Curitiba - 14.ª Brigada de Infantaria Motorizada - Florianópolis - Companhia de Comando da 14.ª Brigada de Infantaria Motorizada - Florianópolis - 23.º Batalhão de Infantaria - Blumenau - 62.º Batalhão de Infantaria - Joinville - 63.º Batalhão de Infantaria- Florianópolis - 28.º Grupo de Artilharia de Campanha - Criciúma - 14.ª Companhia de Engenharia de Combate - Tubarão - 14. Pelotão de Polícia do Exército - Florianópolis - 15.ª Brigada de Infantaria Mecanizada - Cascavel - Companhia de Comando da 15.ª Brigada de Infantaria Mecanizada - Cascavel - 30.º Batalhão de Infantaria Mecanizado - Apucarana - 33.º Batalhão de Infantaria Mecanizado - Cascavel - 34.º Batalhão de Infantaria Mecanizado - Foz do Iguaçu - 15.ª Companhia de Infantaria Motorizada - Guaíra - 16.º Esquadrão de Cavalaria Mecanizado - Francisco Beltrão - 26.º Grupo de Artilharia de Campanha - Guarapuava - 15.ª Companhia de Engenharia de Combate Mecanizada - Palmas - 15.ª Companhia de Comunicações Mecanizada - Cascavel - 15.º Batalhão Logístico - Cascavel - 5.ª Brigada de Cavalaria Blindada - Ponta Grossa - Esquadrão de Comando da 5.ª Brigada de Cavalaria Blindada - Ponta Grossa - 13.º Batalhão de Infantaria Blindado - Ponta Grossa - 20.º Batalhão de Infantaria Blindado - Curitiba - 3.º Regimento de Carros de Combate - Ponta Grossa - 5.º Regimento de Carros de Combate - Rio Negro - 5.º Grupamento de Artilharia Autopropulsado - Curitiba - 5.º Batalhão de Engenharia de Combate Blindado - Porto União - 5.º Batalhão Logístico - Curitiba - 5.º Esquadrão de Cavalaria Mecanizado - Castro - 11.ª Bateria de Artilharia Antiaérea Autopropulsada - Rio Negro - 5.ª Companhia de Comunicações Blindada - Curitiba - 25.º Pelotão de Polícia do Exército Mecanizado - Ponta Grossa - Artilharia Divisionária da 5.ª Divisão de Exército - Curitiba - Bateria de Comando da AD/5 - Curitiba - 15.º Grupo de Artilharia de Campanha Autopropulsado - Lapa - 14.º Regimento de Cavalaria Mecanizado - São Miguel do Oeste - 5.º Batalhão de Suprimento - Curitiba - 6.º Batalhão de Comunicações - Bento Gonçalves - 27.º Batalhão Logístico - Curitiba - 5.ª Companhia de Polícia do Exército - Curitiba |

## Brigadas subordinadas

### 5.ª Brigada de Cavalaria Blindada

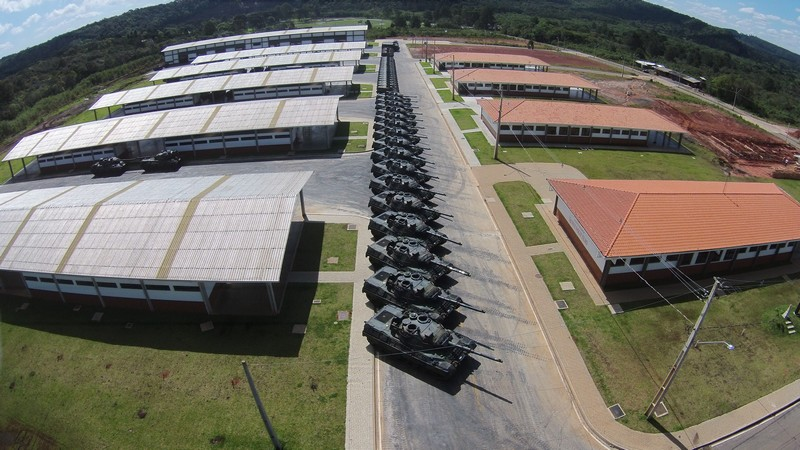
Carros de combate nas garagens do 5.º RCC

A 5.ª Brigada de Infantaria Blindada foi originalmente constituída pelo 5.º Regimento de Carros de Combate (RCC), transferido de Santo Ângelo, Rio Grande do Sul, 13.º Batalhão de Infantaria Blindado (BIB), derivado do antigo 13.º RI, 20.º BIB, derivado do 1.º Batalhão do antigo 20.º RI, 30.º Batalhão de Infantaria Motorizado (BI Mtz), derivado da antiga 4.ª Companhia de Infantaria, 5.º Esquadrão de Cavalaria Mecanizado, 5.º Grupo de Artilharia de Campanha Autopropulsado (GAC AP), derivado do 2.º Grupo do 5.º RO 105, e outras organizações de apoio. Em 1986 o 30.º BI Mtz foi transferido para a 15.ª Brigada de Infantaria.
O 5.º RCC originalmente usava carros de combate leves M41 Walker Bulldog, substituídos pelo M60 A3 TTS a partir de 1997. Na transformação da brigada em Cavalaria Blindada, cada RCC e BIB teve sua organização expandida de três para quatro subunidades (esquadrões/companhias) em 2003. O 3.º RCC, desativado no Rio de Janeiro em 2003, foi reativado em Ponta Grossa como parte da brigada em 2008. Os dois RCCs passaram a usar o Leopard 1A5 a partir de 2009–2010.
A brigada é a única de Cavalaria Blindada do país. Seu efetivo beirava os seis mil militares em 2019, com 255 viaturas, incluindo 136 blindados, em 2022. A 5.ª Bda C Bld e a 6.ª Brigada de Infantaria Blindada, no Rio Grande do Sul, são as duas brigadas blindadas do Exército Brasileiro, destacando-se pelo seu poder de fogo e recebendo prioridade na distribuição de recursos e pessoal. Dessa forma, a 5.ª Bda C Bld é uma das forças de emprego estratégico do Exército e foi escolhida em 2020 para integrar seu sistema de prontidão, no qual participa uma parte do efetivo com apenas profissionais, sem recrutas.
1.495 militares serviam em Ponta Grossa em 2022, com a incorporação anual de 500 recrutas. Essa presença destaca o o município pela grande concentração militar e movimenta a economia local. A presença desde a fundação da Infantaria Divisionária, em 1938, se deve ao município ser importante entroncamento rodoferroviário. Em 2021 já estava em planejamento um novo complexo na cidade para centralizar a sede do comando da brigada e das outras formações já presentes no município, o “Forte Sant'Ana”.

### 14.ª Brigada de Infantaria Motorizada

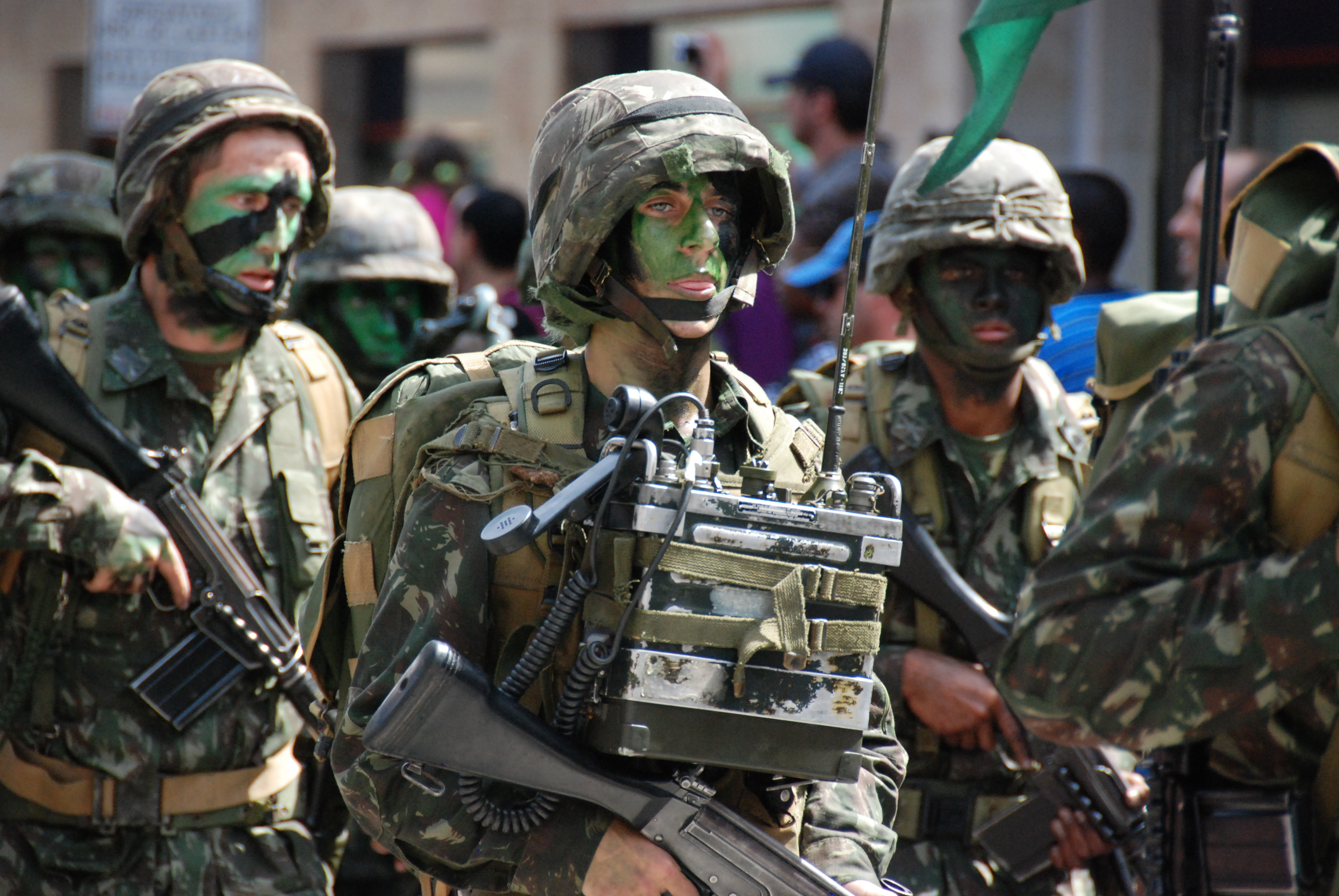
Desfile militar em Blumenau

Esta brigada é a principal unidade do Exército em Santa Catarina. Em seus primórdios, foi constituída do 23.º BI em Blumenau (antigo 1.º Batalhão do 23.º RI), 62.º
BI em Joinville (antigo 13.º BC), 63.º BI em Florianópolis (antigo 14.º BC), 3.ª Companhia de Infantaria e 28.º GAC (antigo 8.º Grupo de Canhões de 75 mm). O 28.º GAC veio de de Livramento, Rio Grande do Sul, para São Francisco do Sul, em Santa Catarina, em 1973. Em 1977 seguiu a Criciúma, uma transferência ligada ao controle do movimento sindical no setor do carvão mineral. O general da reserva Luiz Eduardo Rocha Paiva opinou em 2015 que essa brigada deveria ser de infantaria leve, pois é de prioridade menor, mas poderia ser escolhida como força de reação e transformada em infantaria mecanizada.
Faltavam nessa organização inicial subunidades de comunicações, engenharia de combate, artilharia antiaérea e cavalaria mecanizada, previstas na organização das brigadas de infantaria. Uma dessas lacunas, a engenharia, foi preenchida posteriormente pela transformação da 3.ª Companhia de Infantaria em 14.ª Companhia de Engenharia de Combate. A brigada atualmente tem experiência na resposta a calamidades no interior catarinense, especialmente no vale do rio Itajaí-Açu, onde está o 23º BI.

### 15.ª Brigada de Infantaria Mecanizada
A composição original do 2.º Grupamento de Fronteira era do 1.º Batalhão de Fronteira, 5.ª Companhia de Fronteira, 2.ª Companhia de Infantaria, 1.º e 2.º Esquadrões Independentes de Cavalaria e 26.º Grupo de Artilharia de Campanha (transferido de São Borja, Rio Grande do Sul ao Paraná). Com a evolução da brigada, as formações de fronteira e a companhia de infantaria deram lugar a três batalhões de infantaria, o 30.º, 33.º e 34.º, respectivamente em Apucarana, Cascavel e Foz do Iguaçu, e uma companhia independente (15.ª) em Guaíra. A cavalaria reduziu-se ao 16.° Esquadrão de Cavalaria Mecanizado, e a brigada recebeu elementos de logística, engenharia e comunicações.
O Exército é fator histórico importante na colonização dessa região, especialmente em Foz do Iguaçu, onde está a Tríplice Fronteira com o Paraguai e Argentina. A incorporação de recrutas ao 34.º Batalhão de Infantaria tem impacto significativo na sociedade local, e a presença do Exército adquiriu valor simbólico. Em Cascavel, elo de Foz do Iguaçu ao restante do país, a implantação do então 2.º Grupamento de Fronteira foi um dos marcos do desenvolvimento do município, tornando-o um polo militar regional. A transformação do grupamento em brigada está ligada à construção da usina de Itaipu. Assim como a 5.ª Bda C Bld, a 15.ª Bda Inf Mec é uma força de emprego estratégico e faz parte do sistema de prontidão.

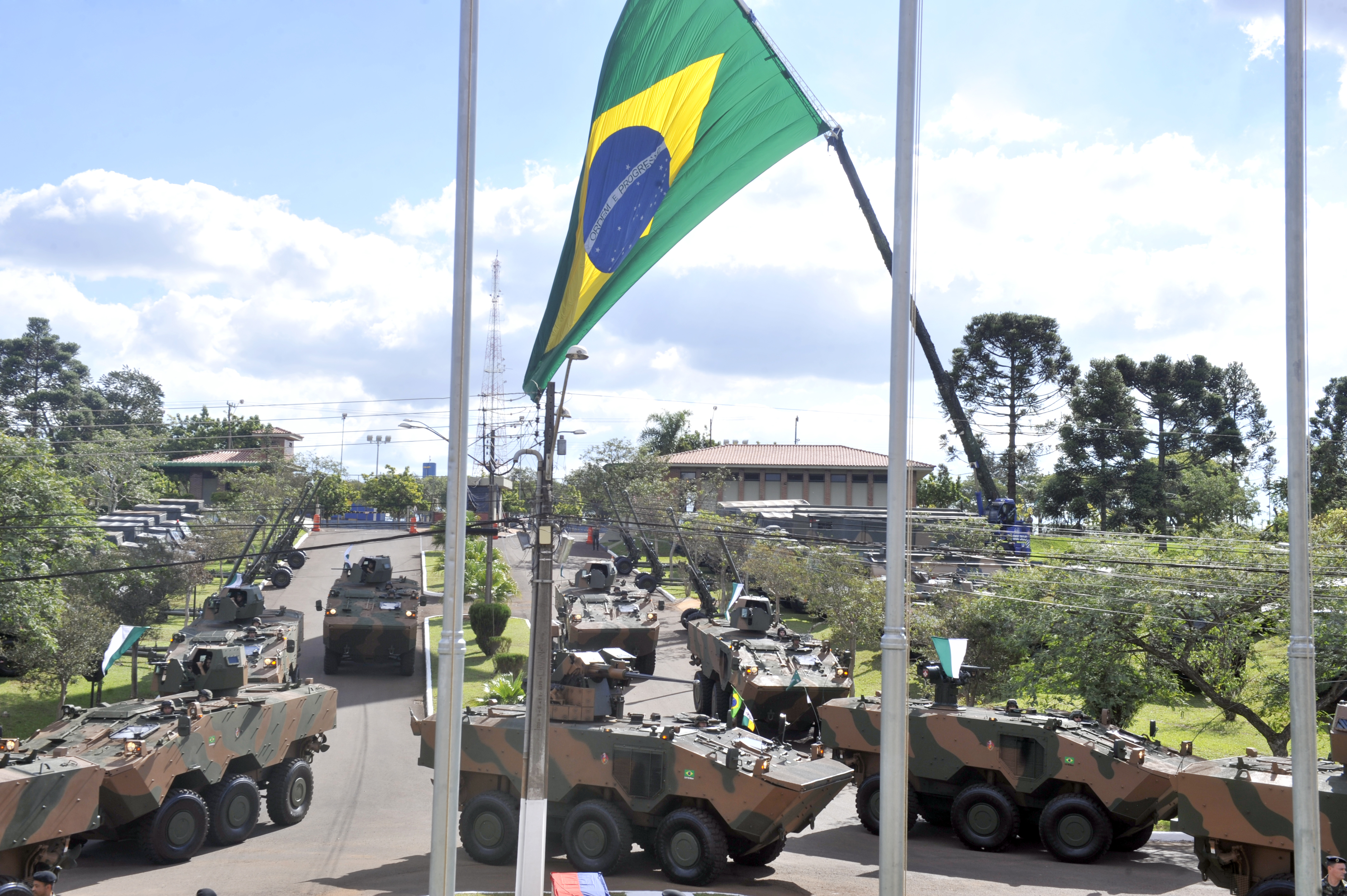
Entrega do VBTP-MR Guarani em Cascavel (2014)

A brigada foi escolhida para a experimentação doutrinária com o veículo blindado de transporte de pessoal Guarani, e assim, é a brigada de infantaria com mais experiência com esse blindado. O plano original era começar pela 11.ª Brigada de Infantaria, em São Paulo, mas o recebimento de seus Guaranis foi adiado, deixando o pioneirismo para a 15.ª. Pesaram a seu favor o terreno propício para as operações mecanizadas e as localidades estratégicas como a usina de Itaipu. Como parte do programa do Guarani, os blindados subsituiriam os caminhões, mecanizando a infantaria motorizada.
A brigada foi escolhida em 2010, e de seus batalhões, o 33.º foi escolhido como o primeiro por ser o único com três companhias de fuzileiros (os demais são de duas) e estar mais perto da sede da brigada. Durante a transição, cinco blindados EE-11 Urutu foram recebidos para treinamento em 2012. O primeiro lote do Guarani chegou em 2014. A dotação prevista é de 42 blindados no 33.º e 29 em cada um dos outros dois. Mas segundo o general Paiva, a brigada deveria ser mista, de infantaria leve e mecanizada, pois é fácil de reforçar e, por defender Itaipu, dificilmente sairá da região.